# لابینسک
شهر لابینسک (به روسی: Лабинск) در کشور روسیه و در کرای کراسنودار واقع شده‌است.